# Podosiny (Skarżysko-Kamienna)
Podosiny – peryferyjna część miasta Skarżyska-Kamiennej, usytuowana na północy miasta.
Administracyjnie wchodzi w skład osiedla Książęce. Jest to niewielkie skupisko osadnicze wzdłuż ulicy Rycerskiej i Kościelnej. Znajduje się tu Kościół Matki Bożej Częstochowskiej w Skarżysku-Kamiennej z 1997 roku.